# De bunker (film)
De bunker is een Nederlandse film uit 1992 en vertelt het waargebeurde verhaal van de Nederlandse verzetsstrijder Gerrit Kleinveld.

## Verhaal
Gerrit Kleinveld wordt begin 1943 opgepakt door de Duitsers vanwege zijn verzetswerk tegen hen. Hij wordt gevangengezet in een zwaarbewaakte gevangenis annex bunkercomplex; daar zit hij in afwachting van zijn proces. Hij brengt er zijn dagen door in een krappe cel, waar alleen contact is door middel van gebonk en gefluister. Door uiteindelijk in een unieke ontsnapping te vluchten, wordt hij een levende legende binnen de verzetswereld.
Dit is een waargebeurd verhaal wat zich heeft afgespeeld in Kamp Amersfoort.

## Rolverdeling
| Acteur             | Personage        |
| ------------------ | ---------------- |
| Thom Hoffman       | Gerrit Kleinveld |
| Huub van der Lubbe | Wolting          |
| Dolf de Vries      | Ferguson         |
| Geert Lageveen     | Schrander        |
| Gijs de Lange      | Demani           |
| Cas Enklaar        | Van Zalingen     |
| Jack Wouterse      | Ritter           |
| Jaap Maarleveld    | Van der Stam     |

### Andere gegevens
- première: 1 oktober 1992
- geluid: Peter Flamman
- muziek: Simon Burgers
- 1e cameraman: Edwin Verstegen
- Editor Ton de Graaff kwam in conflict met regisseur Soeteman en liet daarom zijn naam verwijderen van de credits van de film